# DJ Campbell
Dudley Junior „DJ” Campbell (ur. 12 listopada 1981 w Londynie) – angielski piłkarz występujący na pozycji napastnika.

## Kariera klubowa
Urodzony w Londynie Campbell swój piłkarski start zanotował w klubie Aston Villa, jednak trenerzy nie zauważyli w nim dostatecznie dużego talentu, aby podpisać z nim profesjonalny kontrakt. Po odejściu z Aston Villi, tułał się po wielu drużynach z niższych lig takich jak Yeading F.C. czy Brentford, gdzie prezentował wysoką skuteczność. Prawdziwą szansę otrzymał od Blackpool, które po wywalczeniu awansu do Premier League zdecydowało się na kupno zawodnika, który wcześniej przebywał kilka razy na wypożyczeniu w popularnych „Mandarynkach”. Campbell swoją szansę wykorzystał i strzelając w swoim pierwszym sezonie w najwyższej klasie rozgrywkowej 13 bramek, znalazł się w czołówce wyścigu o koronę króla strzelców. Lepsi od niego w klasyfikacji strzelców byli jedynie: Carlos Tévez, Dimityr Berbatow, Robin van Persie, Darren Bent i Peter Odemwingie. Mimo wysokiej formy Campbella, Blackpool po sezonie musiał się pożegnać z ekstraklasą, zajmując w niej 19. miejsce. Jednak dobre występy angielskiego napastnika umożliwiły mu transfer do londyńskiego Queens Park Rangers.